# Marcelo González Martín
Marcelo González Martín (Villanubla, Valladolid, 16 de gener de 1918 - Fuentes de Nava, Palència, 25 d'agost de 2004) va ser un cardenal espanyol, i, al costat del cardenal Tarancón, una figura de referència a l'Església espanyola durant la Transició.

## Biografia prèvia a l'episcopat
Era fill d'un petit comerciant de Valladolid, va cursar els seus estudis de filosofia i teologia en el seminari de Valladolid, i va completar la seva formació en la Universitat Pontifícia de Comillas, en la qual va obtenir el grau de doctor en Teologia. Va ser ordenat sacerdot a Valladolid, el 29 de juny de 1941. La seva primera destinació com a sacerdot va ser la docència en el Seminari Diocesà de Valladolid i en les facultats de Dret i Medicina de la Universitat de Valladolid, en les quals també va exercir com a capellà.
Home de gran energia i fort temperament, en aquest període també va assumir els treballs d'assessor diocesà d'Acció Catòlica, de Càrites Diocesana i de l'obra benèfica i dels treballs de construcció del Patronat de San Pedro Regalado. Amb aquesta institució va ser promotor de moltes iniciatives pastorals i socials, entre les quals destaquen la construcció d'habitatges populars, d'escoles primàries i, més tard, dos instituts de Formació Professional i un col·legi diocesà per més de mil estudiants. Al mateix temps va viatjar per tot Espanya per dirigir exercicis espirituals i realitzar un cicle de conferències sobre assumptes de fe i espiritualitat.

## Bisbe d'Astorga
El 31 de desembre de 1960 va ser nomenat bisbe d'Astorga i consagrat el 5 de març de 1961 en aquella mateixa ciutat pel nunci a Espanya; va romandre en aquesta seu durant sis anys. Va ser un bisbe molt actiu i va estar especialment interessat en activitats que estrenyessin la cooperació de sacerdots i laics, raó per la qual va establir programes de reunions de treball i d'oració. Va millorar la dotació econòmica del seminari i va establir una intensa reforma dels programes d'estudi, promovent el desenvolupament espiritual i acadèmic dels futurs sacerdots. Va fundar l'emissora catòlica Radio Popular de Astorga i l'Institut Diocesà de Formació i Acció Pastoral, amb el qual es va donar un gran impuls tant a la construcció de noves esglésies, de llars per a famílies de treballadors i d'una nova seu per al seminari menor.
Com a bisbe d'Astorga va participar en les sessions del Concili Vaticà II.

### Escut episcopal
En el seu escut episcopal figuraven els anagrames d'Acció Catòlica i de Càritas amb el lema Pauperes evangelizantur (‘els pobres estan sent evangelitzats').

## Arquebisbe de Barcelona
El 21 de febrer de 1966 Pau VI el nomena arquebisbe titular de Caso Mediane i coadjutor de l'arquebisbe de Barcelona, Gregorio Modrego Casaus, amb dret a successió, produïda el 7 de gener de 1967. El seu nomenament definitiu no va agradar a molts sectors catalanistes catòlics, els quals, basant-se en les resolucions del llavors recentment conclòs concili Vaticà II, van organitzar la campanya «Volem bisbes catalans!» En reacció, els sectors espanyolistes li van dedicar una rebuda triomfalista. Davant aquesta situació, conscient del problema, va prometre aprendre català, encara que sí que es va dedicar intensament a la diòcesi. El 29 d'octubre de 1967 va assistir a la I Assemblea Ordinària del Sínode dels Bisbes, en la Ciutat del Vaticà, institució nascuda en el Concili.
En els cinc anys de la seva estada a Barcelona la seva activitat es va orientar especialment a la reorganització de la diòcesi i a la intensificació d'acció pastoral i de servei, segons els paràmetres del Concili Vaticà II, per la qual cosa els recels inicials contra la seva persona van minvar. Va promoure l'ús del català en la litúrgia, pel que va comptar amb l'ajut dels monjos de Montserrat, i va nomenar els set vicaris episcopals i un pro-vicari per a la millor atenció dels fidels. Va reformar el Seminari major i el menor, i va promoure la creació de la Facultat de Teologia de Barcelona. Va erigir noves parròquies, especialment en àrees obreres, va crear la Comissió de Pastoral Diocesana, la Comissió Diocesana de Mitjans de comunicació Social i el Consell Presbiteral.
Des del punt de vista eclesial, va desenvolupar un important treball de reordenació diocesana, amb la col·laboració d'experts, que va promoure la divisió de l'Arxidiòcesi de Barcelona en quatre territoris diocesans nous.
La seva intensa activitat magisterial a Barcelona consta de més de 100 documents pastorals sobre diverses qüestions i uns 800 sermons, tant en la Catedral com en diverses parròquies, que van ser publicats posteriorment en quatre volums (Fuertes en la Fe, Editorial Balmes, Barcelona, 1968-1971).

## Prevalgut d'Espanya
El 3 de desembre de 1971 va ser promogut a l'arxidiòcesi de Toledo, en la qual va succeir al cardenal Tarancón, que havia passat a ser arquebisbe de Madrid i era el primer prelat toledà en la història que abandonava la seu prevalguda per fer-se càrrec d'una altra.
Va estar al capdavant de l'arxidiòcesi durant 23 anys. Va assistir a la III Assemblea Ordinària del Sínode dels Bisbes, a la Ciutat del Vaticà, del 27 de setembre al 26 d'octubre de 1974 ja com prevalgut d'Espanya.

## Cardenalat
Va ser creat cardenal prevere del títol de Sant Agustí per Pau VI i el seu nomenament va ser fet públic en el Consistori de 5 de març de 1973. Com tal va participar en el conclave del 25 al 26 d'agost de 1978, en el qual va sortir escollit el patriarca de Venècia, Albino Luciani —Joan Pau I—, de qui era íntim amic. Passat poc més d'un mes, i després de la inesperada defunció del nou papa, va participar en el nou conclave —del 14 al 16 d'octubre de 1978—, del que sortiria triat l'arquebisbe de Cracòvia, Karol Wojtyla, qui va prendre el nom del seu predecessor immediat.
Va mantenir bones i cordials relacions amb el papa polonès, qui, en no poques vegades, va posar la labor pastoral de González Martín com a exemple d'aplicació de les directrius de Concili. Va ser enviat especial del papa en nombroses ocasions, l'última d'elles a la celebració del V Centenari del Tractat de Tordesillas, a Valladolid, el 7 de juny de 1994.

### Els processos dels màrtirs de laGuerra Civil Espanyola
Durant el seu pontificat es van reobrir les causes de beatificació i canonització dels morts durant la Guerra Civil per professar la seva fe. Quan va tenir lloc l'obertura del procés en la catedral de Toledo va afirmar:
«Amb aquestes causes de beatificació no introduïm cap factor de discòrdia en la vida espanyola. Obrem amb absoluta fidelitat a alguna cosa que està per sobre dels homes, en primer lloc, perquè hem de conservar i viure la memòria dels nostres màrtirs i amb això no hi ha implicació cap d'empara i protecció d'ideologies enfrontades unes amb unes altres. (...) Conservar i viure la memòria dels màrtirs és un deure cristià. Volem trobar més motius per estimar a l'Església, perquè quan s'aconsegueixen aquestes beatificacions el cor s'eixampla en contemplar a aquesta Església, mare fecunda, que a qualsevol moment de la història engendra aquests fills. (...) Desig sincerament que a Espanya es reconegui la grandesa dels ideals on aquesta grandesa es doni. (...) Si hi ha grandesa en altres ideals, que es reconegui també i de fet ja s'encarreguen uns altres de fer-ho, existeixi realment o no aquesta grandesa».

### Treball en la Conferència Episcopal Espanyola
Va ocupar importants càrrecs en la Conferència Episcopal Espanyola, encara que mai va optar per presidir-la: va ser membre del Comitè Executiu i de la Comissió Permanent i va presidir les Comissions de Caritat i Apostolat Social, de Mitjans de comunicació, del Clergat i de Litúrgia.

### Renúncia a l'arquebisbat
El 1993 va presentar la seva renúncia al papa com a arquebisbe de Toledo i prevalgut d'Espanya, en complir 75 anys, renúncia que li va ser acceptada dos anys més tard, el 23 de juny de 1995. Va ser substituït per Francisco Álvarez Martínez i es va retirar a la seva residència de Fuentes de Nava, en la província de Palència.
Com a cardenal, va perdre el dret a participar en un conclave quan va complir 80 anys, el 16 de gener de 1998.

## Distincions i mort
El 1972 va ser escollit membre de nombre de la Reial Acadèmia de Ciències Morals i Polítiques, el 1995 investit Doctor Honoris causa per la Universitat de Castella-la Manxa i, des de 1998, acadèmic d'honor de la Reial Acadèmia de Doctors d'Espanya. En 2000 va ser Premi Castella i Lleó de les Ciències Socials i Humanitats, i el 2003 se li va concedir la Medalla d'Or de Castella-la Manxa. Estava en possessió també de la Gran Creu Eclesiàstica de l'Orde de Sant Llàtzer de Jerusalem de Jerusalem de la qual era Protector Espiritual a Espanya.
Va morir el 25 d'agost de 2004 en la seva residència de Fuentes de Nava (Palència) i és enterrat en la Catedral de Toledo.

## Principals obres

### Llibres
- Alimentar nuestra vida con el concilio, Madrid, Palabra, 1987
- Amo a la Virgen de Guadalupe, Toledo: M. González Martín, D.L., 1983; Madrid, Gráf. Offsetti. ISBN 84-300-9985-9
- Astorga, diócesis misionera, hacia América con la OCSHA, Valladolid, Edit. Sever Cuesta, 1964.
- Creo en la Iglesia, Madrid, La Editorial Católica, 1974.
- El valor de lo sagrado, Toledo : Estudio Teológico de San Ildefonso, D.L. 1986. ISBN 84-398-6641-0
- En el corazón de la Iglesia, Toledo : Estudio Teológico de San Ildefonso, D.L. 1987. ISBN 84-398-9463-5
- Enrique de Ossó: la fuerza del sacerdocio, La Editorial Católica, 1983. ISBN 84-220-1103-4
- Escritos sobre la transición política española (1977-1984), Toledo, Instituto Teológico San Ildefonso, Servicio de Publicaciones, 2006
- Evangelizar, Toledo : Estudio Teológico de San Ildefonso, D.L. 1988. ISBN 84-404-1573-7
- Fuertes en la fe, Barcelona, Balmes, 1968
- Hijos de la luz, Predicación cuaresmal, Barcelona, Balmes, 1971
- Iglesia y política en la España de hoy (Textos de Vicente E. y Tarancón, Marcelo González, Narciso Jubany; prólogo e introducción de Olegario González de Cardenal), Salamanca, Sigueme, 1980
- La acción pastoral del sacerdote en Barcelona, Barcelona, Comisión Diocesana para los Medios de Comunicación Social, 1967
- La Cuaresma y la práctica de los Ejercicios Espirituales de San Ignacio, Barcelona, Imp. Fidel, 1969.
- La fe coneguda, viscuda i estimada, Barcelona, Comissió Diocesana per als Mitjans de Comunicació Social, 1967. / La fe, conocida, vivida y amada, Barcelona, Comisión Diocesana para los Medios de Comunicación Social, 1967
- La figura del sacerdote, hoy. El sacerdote y el sacrificio de Cristo, Madrid, Bruño, 1971
- La Virgen María y la juventud, Barcelona, Balmes, 1970
- Los valores de siempre, Toledo, Estudio Teológico de San Ildefonso, 1995
- Luces y sombras en la Iglesia de hoy. Necesidad de criterios claros y acertados. Conferencias pronunciadas en el Colegio del Arte Mayor de la Seda de Barcelona. Diciembre de 1968, Barcelona, Balmes, 1969
- Teresa de Jesús en la Iglesia, Toledo: s.n., 1983 (Ávila : Gráf. Carlos Martín. ISBN 84-300-9487-3)
- Un seminario nuevo y libre, ¿Más sacerdotes o más seglares?, Toledo, s.n., 1973 (Imp. Serrano)
- Unidos en la esperanza, Barcelona, Balmes, 1969
- Vé ante mis ojos: Santa Teresa, para los cristianos de hoy : 27 homilías (1972-2003) en la fiesta de la Transverberación de Santa Teresa, en el Carmelo de la Encarnación de Ávila, Madrid: Edibesa, 2003. ISBN 84-8407-406-4

### Articles
- «Cuestiones emergentes en torno al monoteísmo». Revista de la Facultad de Teología de la Pontificia Universidad Católica Argentina, Nº. 81, 2003, pp. 83–114, ISSN 0328-1396
- «El ateísmo en el mundo político». Anales de la Real Academia de Ciencias Morales y Políticas, Nº 73, 1996, pp. 477–486, ISSN 0210-4121
- «El Concilio III de Toledo, identidad católica de los pueblos de España y raíces Cristianas de Europa». Altar Mayor, Nº. 111, 2007 (Ejemplar dedicado a: XIII Conversaciones en el Valle.), pp. 113–132
- «El Ecumenismo y la Europa unida». Anales de la Real Academia de Ciencias Morales y Políticas, Nº 63, 1986, pp. 17–46
- «El futuro inmediato del catolicismo en España». Anales de la Real Academia de Ciencias Morales y Políticas, Nº 75, 1998, pp. 551–560
- «El III Concilio de Toledo: Identidad católica de los pueblos de España y raíces cristianas de Europa». Anales de la Real Academia de Ciencias Morales y Políticas, Nº 66, 1989, pp. 67–84
- «El movimiento "Cristianos para el Socialismo"». Anales de la Real Academia de Ciencias Morales y Políticas, Nº 53, 1976, pp. 45-66
- «El pontificado de Juan Pablo II». Razón española: Revista bimestral de pensamiento, Nº. 131, 2005, pp. 299–301, ISSN 0212-5978
- «El sacerdocio femenino». Anales de la Real Academia de Ciencias Morales y Políticas, Nº 65, 1988, pp. 145–158, ISSN 0210-4121
- «La agricultura en el magisterio de la Iglesia». Anales de la Real Academia de Ciencias Morales y Políticas, Nº 72, 1995, pp. 455–472
- «La falta de interioridad, drama de la cultura actual y de la Iglesia». Anales de la Real Academia de Ciencias Morales y Políticas, Nº 54, 1977, pp. 43–60
- «La Iglesia de hoy ante la idea de una Europa unida». Anales de la Real Academia de Ciencias Morales y Políticas, Nº 62, 1985, pp. 7–22
- «La Iglesia en la perspectiva del tercer milenio». Anales de la Real Academia de Ciencias Morales y Políticas, Nº 74, 1997, pp. 447–454
- «La potestad Sagrada de la Iglesia». Aspectos de la función de gobierno en la Iglesia: XVI Jornadas de la Asociación Española de Canonistas / coord. por Avelina Rucosa Escudé, 1998, pp. 9–54, ISBN 84-7299-408-2
- «La violencia en el Antiguo Testamento». Anales de la Real Academia de Ciencias Morales y Políticas, Nº 64, 1987, pp. 205–220
- «Noticia de los dos últimos conclaves». Anales de la Real Academia de Ciencias Morales y Políticas, Nº 56, 1979, pp. 25–44
- «Nueva contribución de la Iglesia al anhelo de una Europa unida». Anales de la Real Academia de Ciencias Morales y Políticas, Nº 67, 1990, pp. 9–16
- «Nuevos escenarios y líneas emergentes en la teología católica contemporánea». Revista de la Facultad de Teología de la Pontificia Universidad Católica Argentina, Nº. 84, 2004, pp. 41–66, ISSN 0328-1396
- «Responsabilidad de la familia cristiana hoy». Escritos de homenaje a S.S. Juan Pablo II, 1982, pp. 41–63
- «Revisión de la figura del Cardenal Gomá». Anales de la Real Academia de Ciencias Morales y Políticas, Nº 61, 1984, pp. 59–68
- «Sobre la evangelización de América». Anales de la Real Academia de Ciencias Morales y Políticas, Nº 70, 1993, pp. 139–154
- «Temas y estilo emergentes en la teología contemporánea: un análisis a partir del itinerario “sintomático” de David Tracy». Revista de la Facultad de Teología de la Pontificia Universidad Católica Argentina, Nº. 86, 2005, pp. 91–108